# Biorbitella frontoorbitalis
Biorbitella frontoorbitalis är en tvåvingeart som först beskrevs av Curtis W. Sabrosky 1940.  Biorbitella frontoorbitalis ingår i släktet Biorbitella och familjen fritflugor. Inga underarter finns listade i Catalogue of Life.